# کمربند سیارک‌ها

بخش اصلی کمربند سیارک‌ها (در تصویر به رنگ سفید) در میان مدارهای بهرام (مریخ) و هرمز (مشتری) واقع شده‌است. بخش سبز رنگ که در مدار دورتری قرار گرفته تروجان‌های مشتری است که در مدار مشتری به دور خورشید می‌گردند، سیارک‌های هیلدا (قهوه‌ای رنگ) نیز در نزدیکی مشتری حرکت می‌کنند و گاه از قمرهایش هم به آن نزدیک‌تر می‌شوند. سیارک‌هایی که در داخلی‌ترین قسمت قرار دارند اجسام نزدیک به زمین هستند و گاه به آن برخورد می‌کنند.

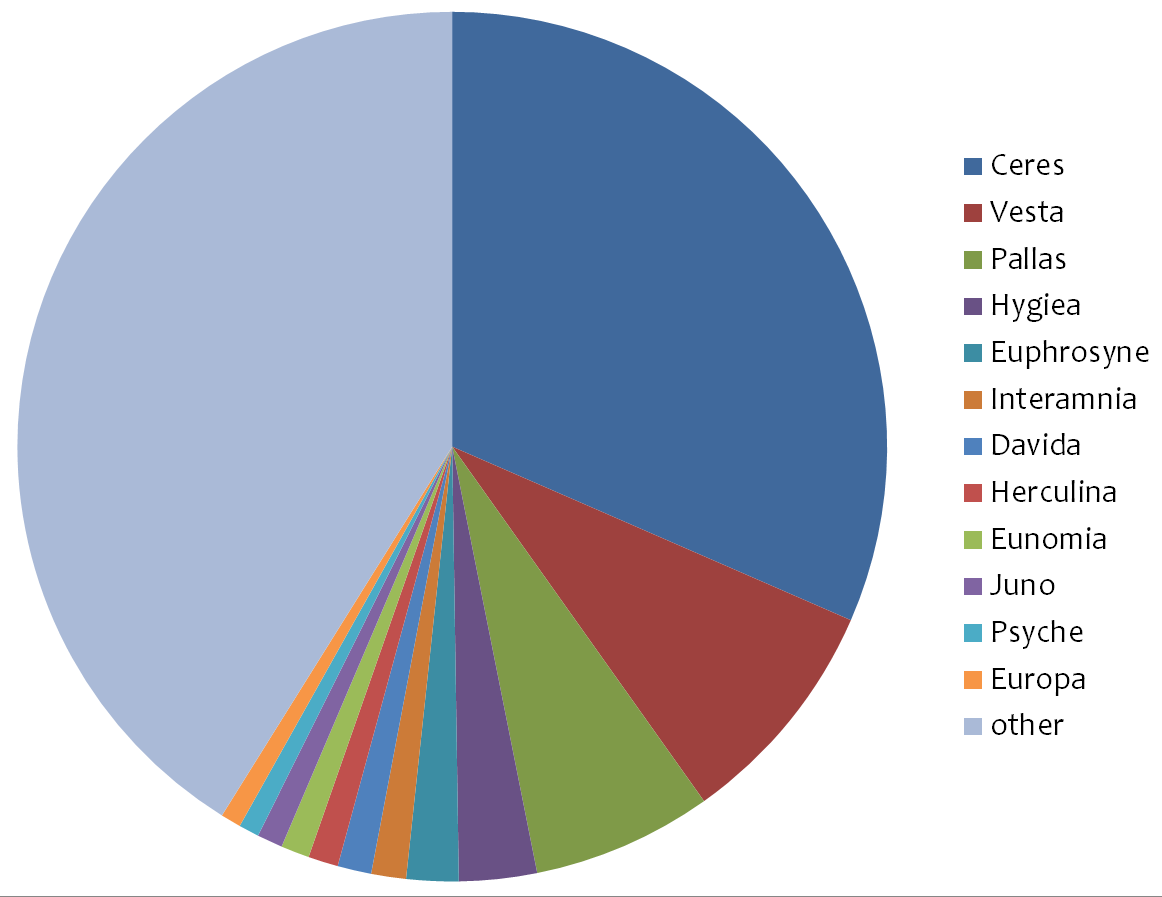
با وجود اینکه در کمربند سیارکی میلیاردها جسم کوچک و بزرگ وجود دارد ولی بیشتر جرم این کمربند درون سیارک‌های غول‌آسا وجود دارد.

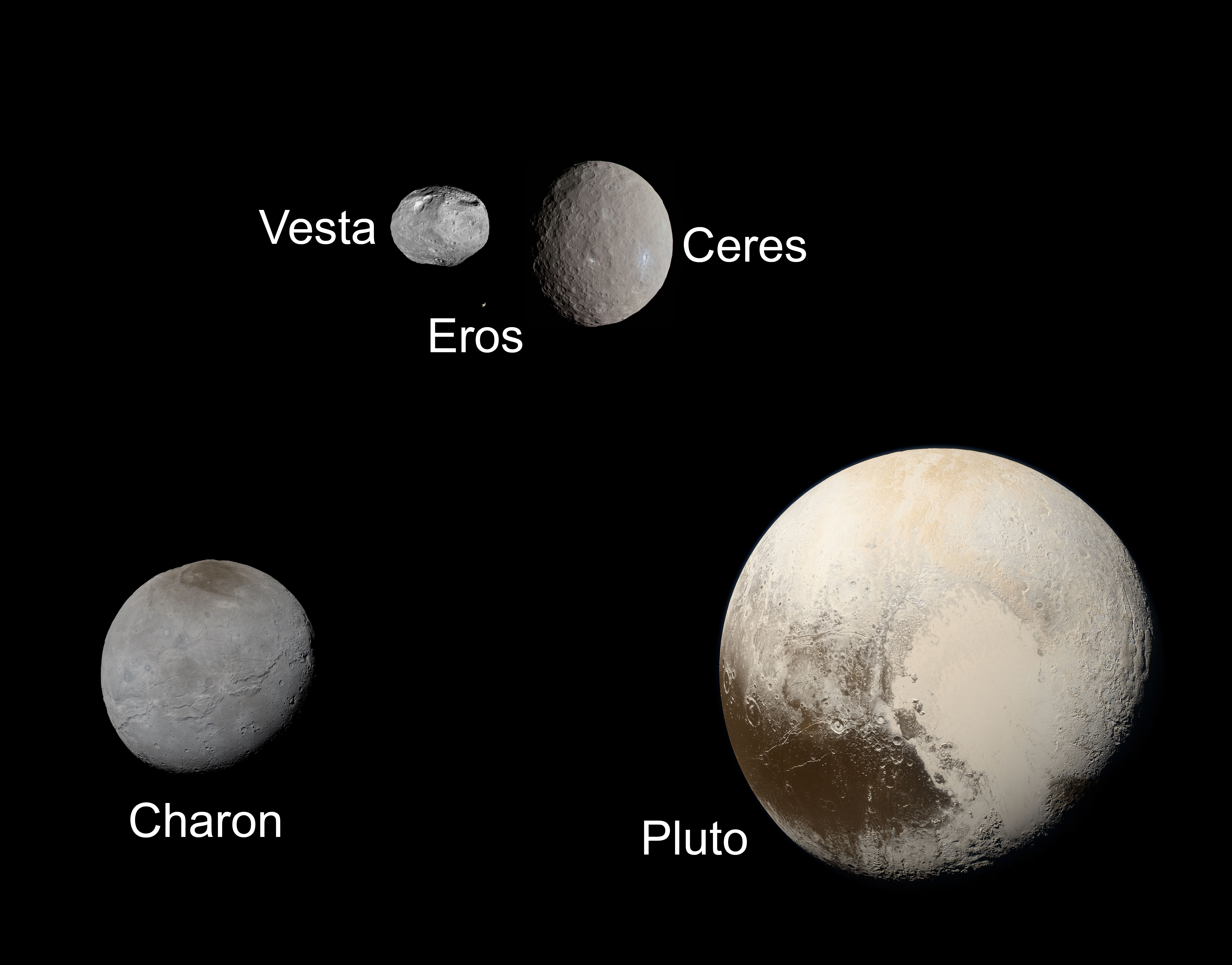
مقایسه بزرگ‌ترین سیارک‌ها با پلوتو کوچک‌ترین سیاره منظومه شمسی و چارون قمر آن.

کمربند سیارک‌ها یا کمربند اصلی یا کمربند اصلی سیارک‌ها؛ (نام‌هایی که برای متمایز کردن این گروه از دیگر گروه‌های سیارکی سامانه مانند سیارک‌های نزدیک به زمین و تروجان‌ها به کار رفته)، یک قرص پیرا-ستاره‌ای و منطقه‌ای در منظومه خورشیدی است که حدوداً در میان مدارهای بهرام (مریخ) و هرمز (مشتری) واقع شده‌است. در این منطقه تعداد بسیار زیادی اجرام فضایی با شکل‌های نامنظم قرار گرفته‌اند که سیارک یا ریزسیاره نامیده می‌شوند. در حدود نیمی از جرم کمربند سیارک‌ها در چهار سیارک بزرگ آن؛ سرس، وستا، پالاس، و هایجیا جمع شده‌است. قطر این سیارک‌ها بیش از ۴۰۰ کیلومتر است اما قطر سرس که تنها سیارهٔ کوتولهٔ کمربند سیارک‌ها به‌شمار می‌آید در حدود ۹۵۰ کیلومتر است. جرم کمربند سیارک‌ها روی‌هم‌رفته ۴ درصد جرم ماه (لازم است ذکر شود که کرهٔ زمین تقریباً هشتاد برابر کرهٔ ماه جرم دارد)، یا ۲۲ درصد سیارهٔ کوتولهٔ پلوتو، یا دو برابر جرم ماهِ پلوتو شارون است که ۱۲۰۰ کیلومتر قطر دارد.
تا سال۱۹۸۲ جمع سیارکان کشف شده به ۲۷۳۶ عدد رسیده بود. با این وجود کشف سیارک‌های کوچک همواره با مشکلاتی روبرو بود اندازه جرم‌های کوچک‌تر متغیر است و این مقدار نهایتاً تا اندازهٔ یک ذرهٔ گرد و غبار کاهش می‌یابد. مواد تشکیل دهنده این کمربند نازک به گونه‌ای توزیع شده‌اند که تاکنون فضاپیماهای بدون سرنشین متعددی بدون حادثه از آن عبور کرده‌اند. با این حال ممکن است برخورد، بین سیارک‌های بزرگ‌تر در آنجا اتفاق بیفتد، و از این برخوردها یک خانواده سیارک؛ که اعضای آن دارای ویژگی‌های مداری و ترکیبات مشابه هستند تشکیل شود. در کمربند سیارک‌ها سیارک‌ها را می‌توان به صورت مجزا از روی طیف‌های آن‌ها شناسایی و طبقه‌بندی کرد، با قراردادن آن‌ها در یکی از سه گروه اصلی: کربن (نوع C)، سیلیکات (نوع S)، و غنی از فلز (نوع M).

## انواع شکل‌ها
سیارکان از نظر شکل گوناگونند برخی بیضی و گروهی نیز شکل‌های نامنظمی دارند.

## تاریخچه
در سال ۱۷۷۲ یوهان الرت بوده فرضیه‌ای ارائه کرد که نسبت فاصلهٔ سیارات به خورشید را بیان می‌کرد قانون بوده نشان می‌داد که باید سیاره‌ای بین مریخ و مشتری وجود داشته باشد.
از سوی دیگر، در پاورقی ناشناسی بر ترجمهٔ ۱۷۶۶ ستاره‌شناس یوهان دانیل تیتیوس از ویتنبرگ از تفکر او در نیچر «Contemplation de la Nature»، در الگویی ظاهراً به خصوصیات طرح (جایگاه) سیاره‌ها اشاره کرده‌است؛ اگر یک دنباله عددی از صفر آغاز شود، و این دنباله پس از آن شامل ۳، ۶، ۱۲، ۲۴، ۴۸، و غیره باشد، به گونه‌ای که؛ در هر مرحله دو برابر شود، و ۴ به آن افزوده شده و تقسیم بر ۱۰ شود، این یک تقریب قابل ملاحظه و نزدیکی به طول شعاع مدار سیاره‌های شناخته شده در واحد نجومیِ اندازه‌گیری شده و شناخته شده را ارائه می‌دهد. این الگو، که در حال حاضر به عنوان قانون تیتیوس-بوده شناخته شده، پیش‌بینی کرد که؛ نیم‌قطر بزرگ مدار شش سیارهٔ شناخته شدهٔ آن زمان؛ (عطارد، زهره، زمین، مریخ، مشتری و زحل)، در بین مدارهای مریخ و مشتری برای یک سیاره «فاصله» وجود دارد. تیتیوس در پاورقی خود نوشته‌است: «آیا باید خداوند معمار این فضا را خالی رها کرده باشد؟ به هیچ‌وجه.» در ۱۷۶۸، ستاره‌شناس یوهان الرت بوده با اشاره به «رابطه تیتیوس» در «Kenntniss DES gestirnten Himmels»: (راهنمای دانش آسمان پرستاره) توجه کرد اما تا چند نسخهٔ بعدی به نام تیتیوس اشاره نکرد. آن رابطه «قانون بوده» شناخته می‌شود. هنگامی که ویلیام هرشل در سال ۱۷۸۱ اورانوس کشف کرد، مدار این سیاره تقریباً کاملاً، از قانون بوده پیروی می‌کرد. ستاره شناسان برجسته به این نتیجه رسیده بودند که یک سیاره بین مدار مریخ و مشتری وجود دارد.
با همین انگیزه بود که در سال ۱۸۰۰ تلسکوپ‌های فراوانی روانه آسمان شدند و در سال ۱۸۰۱ سرس کشف گردید به دنبال آن پالاس، جونو، و وستا هم کشف شدند.

## بزرگ‌ترین سیارک‌ها
1. سرس
2. پالاس
3. هایجیا
4. ۴ وستا
5. جونو
6. استریا
7. هبه
8. ایریس
9. فلورا
10. متیس
11. انگریا